# Roger Grimau
Roger Grimau, né le 14 juillet 1978 à Barcelone en Espagne, est un joueur et entraîneur espagnol de basket-ball. Il évolue au poste d'arrière.

## Biographie
Il est entraîneur du FC Barcelone lors de la saison 2023-2024.

## Palmarès
- Vainqueur de l'Euroligue 2009-2010
- Champion d'Espagne 2004, 2009
- Vainqueur de la coupe d'Espagne 2007, 2010
- Vainqueur de la supercoupe d'Espagne 2004, 2009, 2010
- Finaliste du championnat d'Europe 2003